# 可分离变量的微分方程
{\displaystyle }可分离变量的微分方程也叫做变量分离方程，指的是形如
{\displaystyle {\frac {dy}{dx}}=f(x)\varphi (y)}的方程.

## 等价定义
可化为{\displaystyle g(y)dy=f(x)dx}的方程，称为可分离变量的微分方程.

## 一般解法(求通解)
分离变量法：
对{\displaystyle {\frac {dy}{dx}}=f(x)\varphi (y)}，若{\displaystyle \varphi (y)\neq 0}则
{\displaystyle {\frac {dy}{\varphi (y)}}=f(x)dx}，两边取不定积分，得
{\displaystyle \int {\frac {dy}{\varphi (y)}}=\int f(x)dx\,+c}，这里{\displaystyle \int {\frac {dy}{\varphi (y)}}}和{\displaystyle \int f(x)dx\,}理解为某个确定的原函数，{\displaystyle c}为任意常数.
对{\displaystyle g(y)dy=f(x)dx}也是一样的解法.

## 初值问题（求特解）
1.不定积分法
以{\displaystyle g(y)dy=f(x)dx}为例，若给初始条件{\displaystyle y\mid _{x=x_{0}}=y_{0}},则对{\displaystyle g(y)dy=f(x)dx}两边取不定积分，得
{\displaystyle \int g(y)dy=\int f(x)dx+c},将初始条件代入,求得
{\displaystyle c=c_{0}},再代回原方程即得所要求的特解{\displaystyle F(x,y)}.

2.变上限积分法
仍以{\displaystyle g(y)dy=f(x)dx}为例，若给初始条件{\displaystyle y\mid _{x=x_{0}}=y_{0}},对{\displaystyle g(y)dy=f(x)dx}两边取不定积分，得
{\displaystyle G(y)=F(x)+c},其中{\displaystyle G(y),F(x)}分别为{\displaystyle g(y),f(x)}的一个原函数，代入初始条件，有
{\displaystyle G(y_{0})=F(x_{0})+c\Rightarrow c=G(y_{0})-F(x_{0})},代回原方程得特解为{\displaystyle G(y)=F(x)+G(y_{0})-F(x_{0})},即
{\displaystyle G(y)-G(y_{0})=F(x)-F(x_{0})},根据牛顿—莱布尼茨公式，可知
{\displaystyle \int _{y_{0}}^{y}g(u)du=\int _{x_{0}}^{x}f(v)dv},在不混淆的时候，可写为
{\displaystyle \int _{y_{0}}^{y}g(y)dy=\int _{x_{0}}^{x}f(x)dx}.

所以可以用两边取变上限积分的方法求这类初值问题.

若又给条件{\displaystyle y\mid _{x=x_{1}}=y_{1}},将此条件代入{\displaystyle G(y)-G(y_{0})=F(x)-F(x_{0})},得
{\displaystyle G(y_{1})-G(y_{0})=F(x_{1})-F(x_{0})},即
{\displaystyle \int _{y_{0}}^{y_{1}}g(y)dy=\int _{x_{0}}^{x_{1}}f(x)dx}.